# Jan de Quay
Jan Eduard de Quay, född 26 augusti 1901, död 4 juli 1985, var en nederländsk psykolog och politiker inom det kristdemokratiska Katolska Folkpartiet (KVP) som var premiärminister från 19 maj 1959 till 24 juli 1963.